# El Ángel (Ecuador)
El Ángel ist eine Stadt und ein Municipio in der Provinz Carchi in Nord-Ecuador. Beim Zensus 2010 betrug die Einwohnerzahl im urbanen Bereich von El Ángel 4497. El Ángel ist Verwaltungssitz des Kantons Espejo. Ferner bildet einen Teil des Municipios die Parroquia urbana El Ángel.

## Lage
El Ángel liegt in den nordecuadorianischen Anden auf einer Höhe von 3007 m. Die Stadt liegt 33 km südwestlich der Provinzhauptstadt Tulcán. Der Río El Ángel, ein rechter Nebenfluss des Río Chota, fließt westlich der Stadt nach Süden.

## Municipio
Das 108,5 km² große Municipio El Ángel umfasst die Parroquias urbanas El Ángel und 27 de Septiembre (⊙). Beim Zensus 2010 lebten 6325 Einwohner im Municipio. 27 de Septiembre liegt im Norden von El Ángel.
Das Municipio El Ángel grenzt im Norden an die Parroquia La Libertad, im Osten an San Gabriel sowie an die Parroquias La Paz und Bolívar, im Süden an die Parroquias García Moreno, San Isidro und Mira sowie im Westen an die Parroquia La Concepción.

## Verkehr
Die Fernstraße E187 (Bolívar–Mira) führt an El Ángel vorbei.

## Geschichte
Die Parroquia rural El Ángel wurde 1851 als Teil des Kantons Tulcán gebildet. Am 27. September 1934 wurde der Kanton Espejo eingerichtet und El Ángel wurde eine Parroquia urbana und Sitz der Kantonsverwaltung. Die Parroquia urbana 27 de Septiembre wurde am 15. März 1971 (Registro Oficial) gegründet.